# Myripnois
Myripnois es un género de plantas con flores perteneciente a la familia de las asteráceas. Incluye tres especies

## Taxonomía
El género fue descrito por Alexander von Bunge y publicado en Enumeratio Plantarum, quas in China Boreali 38. 1833. La especie tipo es: Myripnois dioica Bunge. 

## Especies
- Myripnois dioica
- Myripnois maximowiczi
- Myripnois uniflora